# Phare de Dunkerque
Der Phare de Dunkerque (deutsch Leuchtturm von Dünkirchen), auch Phare de Risban genannt, ist ein Leuchtturm an der französischen Nordseeküste im Département Nord. Er befindet sich im Hafen der Stadt Dunkerque und gilt als nördlichster Leuchtturm Frankreichs.

## Lage
Am heutigen Standort des Leuchtturms wurde ab 1681 auf einer rund 800 Meter von der Stadt entfernten Sandbank das Fort de Risban nach Plänen des Festungsbaumeisters und General de Vauban erbaut. Schon zu diesem Fort gehörte ein Leuchtturm, wurde aber in Folge des Friedens von Utrecht von 1713 mitsamt dem Leuchtturm geschleift. Ab 1741 wieder aufgebaut, auf Grund des Friedens von Aachen von 1748 abermals niedergerissen, erfolgte die letztmalige Wiederherstellung ab 1806. Nachdem das Fort Risban bei Springfluten im Jahr 1825 bereits teilweise zerstört worden war, wurde es bis 1848 aufgegeben.

## Geschichte
Das von Augustin Jean Fresnel und Roussel initiierte „Allgemeines Programm zur Beleuchtung der Küsten Frankreichs“ (Programme général d'éclairage des côtes de France) von 1825 sah bereits den Bau eines Leuchtturms in Dunkerque vor. Er war einer der allerersten Leuchttürme, die während des ersten französischen Seesignalisierungsplans errichtet wurden nach den Plänen des Architekten Léonce Reynaud (1803–1880).
Die ministerielle Genehmigung zu dessen Bau wurde aber erst am 5. November 1838 erteilt. Der Auftrag zum Bau des Turms ging für 190.000 Gold Franc an Bourdon et Compagnie, welche den Turm in zweijähriger Arbeit ab 1841 errichtete. Bis zur Inbetriebnahme im Jahr 1843 liefen Kosten von 212.586 Gold Francs auf.
Die Arbeiten zum Einbau einer elektrischen Beleuchtungsanlage wurden im April 1883 an den Ingenieur Lyriaud vergeben und dauerten bis ins Jahr 1885. Zu diesem Zweck wurde ein Gebäude zur Aufnahme der zur Stromversorgung notwendigen Generatoren errichtet.
Der Leuchtturm wurde 1985 automatisiert und im Jahr 2010 zum Monument historique erklärt.
Ebenfalls seit 2010 ist der Turm als Teil des Musée du Port öffentlich zugänglich. Zu diesem Zweck wurde 2012 ein Empfangsbereich eingerichtet, der auch eine Ausstellung zur Geschichte des Leuchtturms, zur Technik und dem Leben der Leuchtturmwärter beherbergt.

## Bauwerk
Der aus Mauerwerk bestehende Turm hat eine zylindrische Form und erreicht einschließlich Laterne eine Höhe von 63 Metern. Der Brennpunkt der Optik befindet sich auf einer Höhe von 60 Metern bzw. 278 Treppenstufen über dem Boden.
Das Ziegelmauerwerk des Turms ist weiß verputzt und weist direkt unterhalb der Laterne zwei schwarz abgesetzte Ringen auf, die durch ebenfalls schwarz abgesetzte Säulen verbunden sind. Der Turm hat einem Innendurchmesser von 3,90 Metern erhebt sich aus einem viereckigen Sockelbauwerk, dessen Fenster und Türen mit Rundbögen verziert sind.
In dem ehemaligen Leuchtturmwärtergebäude zu Füßen des Leuchtturms befinden sich u. a. die Büsten von A. Fresnel und die des französischen Hydrographen Charles-François Beautemps-Beaupré (1766–1854).
Der Leuchtturm-Komplex steht unter Denkmalschutz und wurde als Monument historique in der Base Mérimée des französischen Kulturministeriums unter der Nr. IA59002001 seit dem 19. April 2011 geführt.

## Philatelie
In philatelistischer Würdigung des Leuchtturms gab die  französische Post mit Ausgabejahr 2019 eine Briefmarke im Wert von Lettre prioritaire heraus.